# La Silhouette
Pour les articles homonymes, voir silhouette.
La Silhouette, sous-titré album lithographique : Beaux-arts, dessins, mœurs, théâtres, caricatures, est un journal hebdomadaire illustré paru à Paris du 24 décembre 1829 au 2 janvier 1831. Un volume sous-titré journal des caricatures était constitué tous les trois mois. Il fut fondé par deux imprimeurs lithographes, Charles Ratier et Sylvestre-Nicolas Durier, qui formèrent avec Benjamin-Louis Bellet une société en commandite à laquelle s’associa Charles Philipon. En décembre 1829, une nouvelle société est formée dans laquelle l’apport financier d’Émile de Girardin et Lautour-Mézeray était prépondérant.
La direction du journal fut assurée par Victor Ratier, puis dans les derniers mois par Auguste Audibert. Parmi les rédacteurs figurent Charles Lautour-Mézeray, Hippolyte Auger, Auguste Jal. Les textes étaient rarement signés. Honoré de Balzac, associé avec Henri Monnier au projet éditorial, y contribua dès sa création et produisit une dizaine d’articles avérés, auxquels s’ajoutèrent en septembre 1830 deux contes, Zéro et Tout dont il utilisera une partie pour le conte philosophique Jésus-Christ en Flandre.

## Une conception nouvelle
L’originalité de La Silhouette, journal d’artistes, tient à l’importance accordée aux lithographies : deux en hors texte par numéro pour huit pages de texte (au total 103 lithographies en 52 livraisons). Dues aux meilleurs dessinateurs du moment, dont Charlet, Devéria, Tony Johannot, Grandville, Cham, Monier et Traviès rejoints plus tard par Daumier, elles sont beaucoup plus que de simples illustrations. Couplées au texte, elles manifestent l’intention d’associer étroitement le travail de l’artiste à celui de l’écrivain, selon une conception nouvelle dont Henri Monnier, coordonnateur des premiers numéros, s’est fait le tenant. « Nous avons vu jusqu’à présent fort peu d’hommes de lettres s’adonner à la peinture, et fort peu de peintres s’occuper de littérature ; pourquoi, puisque les études et les observations sont les mêmes, ne pas s’exercer dans les deux genres ? ».
Dans le premier numéro de la Silhouette, Monnier, lui-même dessinateur et homme de lettres (c’est lui le créateur de Joseph Prudhomme) en fournit le modèle avec une lithographie intitulée Songe drolatique. Elle est commentée sous la forme d’un dialogue enjoué et spirituel par un écrivain, Auguste Jal, dont le texte - non signé - est présenté en première page en guise de préface.

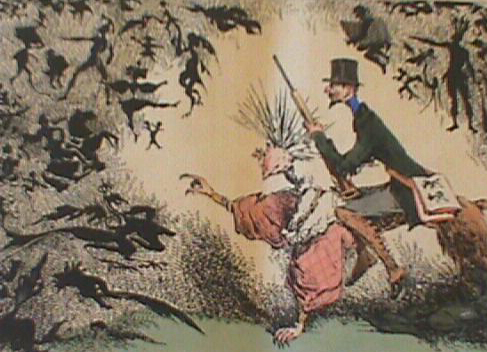
Songe drolatique par Henry Monnier

Au centre de l’image, l’artiste, un caricaturiste, apparaît monté sur une chimère à croupe de bouc hérissée de dards symbolisant la Critique. À l’affût tel un chasseur, l’artiste guette « le vice et les ridicules » pour en faire, selon le commentaire de Jal, des « croquis bouffons » ou des « charges politiques et morales ». Mais il en est empêché par le « Censeur Montbelliste » et contraint de se rabattre sur des sujets sans intérêt ou ennuyeux. La Critique désigne des silhouettes noires qui représentent autant de cibles potentielles : les jésuites, survivants de la « tragédie rococote », l'« ancien régime politique » symbolisé par un vieillard à l’épée, celui des arts où la peinture « ultra-classique » le dispute sur le mode bouffon à la peinture « ultra-romantique ». Une écrevisse incarne « l’opinion rétrograde qui veut faire reculer la civilisation » ; elle est repoussée par « une main de géant armé d’une plume, c’est la liberté ! ». Lorsque l’artiste sort de son rêve, les feuillets de son album sont couverts de caricatures.
Sous sa forme allégorique, cette scène éclaire le sens de la démarche artistique, où la caricature tient une place centrale. À l’encontre de la conception bourgeoise qui réduit l’art à sa valeur matérielle en lui déniant toute signification morale ou politique, le dessin satirique, longtemps dédaigné par les peintres comme un art mineur, s’affirme comme une forme d’expression qui « agit sur le monde » ; il a une portée sociale, un message à adresser. Cette dimension est clairement soulignée par Balzac dans un article publié en trois parties dans la Silhouette sous le titre « Des artistes ». L’art, écrit-il, et la caricature en particulier, est « une puissance ». Rappelant l’effet produit par une estampe satirique publiée en 1815 durant les Cent-Jours et qui ridiculisait les armées de la Restauration, il ajoute : « Cette caricature a exercé une influence prodigieuse. Un pouvoir despotique tombe à moins quand il est malade ».
Le caricaturiste se trouve ainsi investi d’un véritable pouvoir. S’il peut paraître « déraisonner fort souvent », sa mission est de « saisir les rapports les plus éloignés, de produire des effets prodigieux par le rapprochement de deux choses vulgaires. Là où tout un public voit du rouge, lui voit du bleu. (...) Les moyens qu’il emploie paraissent toujours aussi loin d’un but qu’ils en sont près ». Cette aptitude de l’artiste à établir des rapprochements inédits, quitte à exagérer, forcer le trait, « déraisonner », est créatrice de sens. C’est là sa manière d’interpréter le monde. Quel que soit le procédé d’exécution - dessin ou peinture -, ce qui compte, c’est la force de l’idée et la « qualité du message ». La Silhouette ne sera donc pas seulement un journal artiste. À travers la « charge », la critique sociale et la satire politique en constitueront des éléments déterminants.

## Du journal artiste au journal d’opposition
Au cours de la brève existence du journal, la mise en œuvre de cette disposition connaîtra des inflexions notables. Dans les premiers numéros, les arts et la littérature y tiennent, sous leur double expression lithographique et littéraire, une place de choix. Il y est question du bourgeois dans ses rapports avec les arts, du théâtre, de la censure ; la critique littéraire est très présente à travers les études, chroniques et autres comptes rendus rédigés sur un ton incisif. Le débat sur le « classique » et le « romantique » est traité avec humour dans une lithographie de Bellangé, comme en témoigne la légende : « Déjeunez avec le classique et dînez avec le romantique, il y a de fort bonnes choses à manger dans les deux écoles... » La visée artiste est sensible dans Le rêve de Tony Johannot, où l’irruption du fantastique traduit l’influence de Grandville, et dans Hernani de Devéria, illustration de la dernière scène du « drame très romantique » de Victor Hugo. On retrouve cette composante artiste dans plusieurs articles de Balzac où l’écriture « manifeste clairement une intention picturale ».
Comme l’indique le Prospectus, « fronder les nouveaux ridicules » fait partie intégrante du programme de la Silhouette. La visée satirique s’exprime pleinement dans les nombreuses esquisses de mœurs ou « physiologies » qui parsèment le journal. Elle trouve son expression graphique dans plusieurs lithographies de Philipon, dont Marquise, qui daube l’aristocratie, tandis que Longchamps et les Fashionables stigmatisent une certaine forme de dandysme très parisien. La province n’est pas épargnée avec « ses ridicules, ses manies, sa fatuité, sa bigoterie, et son inquisition tracassière ».

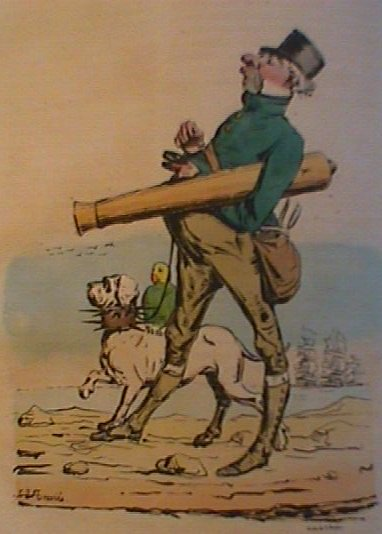
Grands projets par Traviès

La caricature politique fait son entrée avec une charge de Traviès, Grands projets, où se marque l’opposition à l’expédition d’Alger en cours de préparation (commentaire : « Contre qui sera pointée cette pièce d’artillerie qu’il porte sous son bras ? »). Si l’affaire paraît sérieuse, le dénouement tourne à l’imbroglio : on avait confondu « M. Dedelay d’Agier » avec le « dey d’Alger »! La question de l’Algérie revient sur la scène avec une lithographie non signée, Campagne militaire, associée à un couplet railleur à l’encontre de Bourmont, ministre de la guerre.
À l’approche de la révolution de Juillet, la Silhouette adopte une attitude hostile au gouvernement de Polignac et la satire prend une tournure de plus en plus politique. Elle aiguise ses traits à l’égard du « ministère antipathique » et les boutades se multiplient envers son chef (« Monsieur de Polignac vient de faire l’impossible, et cependant on ne le croit capable de rien »). Ces attaques répétées traduisent l’opposition résolue du journal au régime.

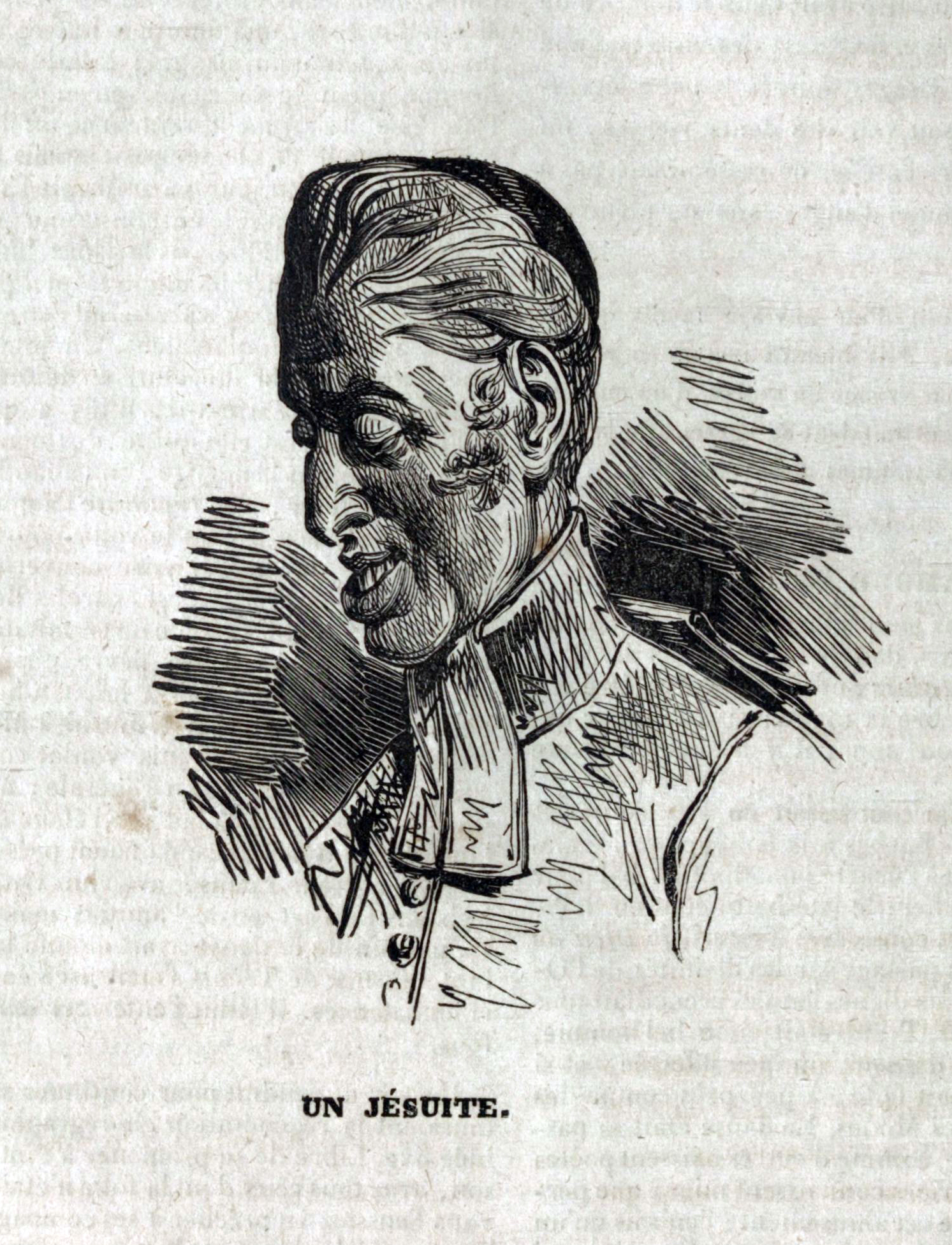
Un jésuite, par Charles Philipon

Mais c’est une autre caricature, Un jésuite, qui crée l’événement. Le premier avril 1830 paraît dans la Silhouette - en plein texte et format réduit - une gravure sur bois non signée représentant Charles X en jésuite et due à Philipon. Le numéro est saisi et un procès engagé devant la 6e chambre du tribunal de la Seine. « Cette fois, il n’y a plus de quoi rire » peut-on lire dans un éditorial consacré spécialement à l’affaire . Benjamin-Louis Bellet, alors gérant responsable du journal, sera condamné à six mois de prison et 1000 francs d’amende pour « délit d’outrage à la personne du roi ». Cet épisode, s’il fit une énorme publicité au journal, illustre les risques auxquels la satire politique expose artistes et journalistes et trace les limites de leur pouvoir. Après juillet 1830 et le changement de régime, cette même gravure sera rééditée par Philipon avec la mention « Portrait déclaré ressemblant à Charles X par jugement du tribunal de police correctionnelle » et vendue à 20 000 exemplaires au profit des victimes de Juillet.

## Après Juillet
La période d’enthousiasme qui suivit les Trois Glorieuses fut de courte durée. Le journal dénonce la trahison de la révolution et multiplie les attaques à l’égard des jésuites et du régime déchu. En témoigne une lithographie de Grandville jusqu’ici non publiée, Éteignons les lumières et rallumons le feu, charge violente contre l’obscurantisme. Une Lettre d’un patriote publiée dans la Silhouette du 9 septembre se fait l’écho d’une certaine désillusion : on fustige les nouveaux abus et privilèges, le cautionnement, la condamnation de la Société des Amis du peuple - une association républicaine récemment créée.
Dans le même temps, le journal connaît d’importants changements : le rédacteur en chef, Victor Ratier, est remplacé par Auguste Audibert ; on observe l’arrivée de nouveaux journalistes : Charles Ballard, Samuel-Henri Berthoud, et au dernier trimestre Agénor Altaroche. Parmi les artistes, Daumier apporte sa contribution à partir du 27 octobre et signera trois caricatures.
Cependant, des conflits d’intérêt et des flottements dans la ligne du journal, auxquels s’ajoute le désengagement de Philipon occupé au lancement de La Caricature (qui paraît le 4 novembre), ouvre une période d’incertitude. Après une suspension de deux semaines en décembre, le journal termine sa carrière avec le dernier numéro du 2 janvier 1831. Si brève que fût son existence, il n’en joua pas moins un rôle pionnier dans l’histoire de la caricature de presse. Selon James Cuno, la Silhouette fut « le prototype de tous les journaux de caricatures du XIXe siècle ».

## Contributeurs
Les artistes suivants ont contribué aux dessins et lithographies :
- Victor Adam
- Hippolyte Bellangé
- Nicolas-Toussaint Charlet
- Honoré Daumier
- Achille Devéria
- Henri-Gérard Fontallard
- Eugène Forest
- Paul Gavarni
- Grandville
- Tony Johannot
- Alfred Johannot
- Henri Monnier
- Charles Philipon
- Edme-Jean Pigal
- Auguste Raffet
- Camille Roqueplan
- Jean-Gabriel Scheffer
- Tassaert
- Traviès

Ont participé à la rédaction des articles :
- Agénor Altaroche
- Auguste Audibert
- Hippolyte Auger
- Charles Ballard
- Honoré de Balzac
- Benjamin-Louis Bellet
- Samuel-Henri Berthoud
- Édouard Déaddé
- Auguste Jal
- Charles Lautour-Mézeray
- Victor Ratier

## Citation
« ...Vivez donc, M. le rédacteur, pour appeler les sarcasmes sur nos charges politiques et morales (...), chacun sait que l’influence exercée par les caricatures est celle qui laisse après elle les plus profonds sillons (...). Guerre aux ridicules et liberté aux caricaturistes, telle doit être notre devise ; marchez d’un pas ferme et hardi dans cette carrière immense où le monstre dont H. Monnier nous a tracé l’image guidera vos pas, et si, grâce à cette salutaire pr[e]scription, vous restez un jour à l’affût, sans croquis, et sans charges, c’est que, par une conséquence bien naturelle, tout sera enfin pour le mieux dans le meilleur des mondes possibles ».
Lettre d’un patriote, 9 septembre 1830 (La Silhouette, vol. III, livr. 11, p. 82)

## Reprise du titre
Le titre La Silhouette a été repris plusieurs fois en France sous la forme d'un périodique satirique illustré, dont en janvier 1880, par Maurice Lagarde, actif jusqu'en 1914.